# Nadine Riesen
Nadine Riesen (Sankt Gallen, 11 april 2000) is een voetbalspeelster uit Zwitserland. Ze speelt als verdediger voor Eintracht Frankfurt in de Bundesliga.

## Clubcarrière
Riesen werd geboren in Sankt Gallen en groeide op in Teufen. Ze begon met voetballen bij FC Bühler op negenjarige leeftijd en won met deze club twee juniorenbekers in 2014 en 2015. In 2015 maakte ze de overstap naar FC St. Gallen waar ze direct onderdeel werd van het eerste elftal. Ze maakte haar debuut in de Super League op 15 augustus 2015 in een wedstrijd tegen Yverdon-Sport. Riesen begon deze wedstrijd in de basisopstelling en werd in de 69ste minuut gewisseld. Aan het einde van het seizoen degradeerde FC St. Gallen naar de Nationalliga B. In 2017 ging de club een samenwerking aan met FC Staad waarmee het FC St. Gallen-Staad vormde. Twee jaar later maakte Riesen een tranfser naar BSC Young Boys waardoor ze terugkeerde in de Super League. In 2021 werd ze opgenomen in het elftal van het seizoen 2020/21. In 2021 maakte Riesen de overstap naar competitegenoot FC Zürich. Met deze club won ze in haar debuutseizoen de Zwitserse dubbel. Ook kwam ze met haar club datzelfde seizoen uit de in de kwalificatiereeks van de Champions League voor de eerste keer.
In augustus 2023 ging Riesen bij het Duitse Eintracht Frankfurt haar eerste buitenlandse avontuur aan. Ze tekende een contract tot medio 2026 in Frankfurt am Main.

## Statistieken
| Seizoen | Club                | Land        | Competitie   | Wedstrijden | Doelpunten |
| ------- | ------------------- | ----------- | ------------ | ----------- | ---------- |
| 2022/23 | FC Zürich           | Zwitserland | Super League | 22          | 5          |
| 2023/24 | FC Zürich           | Zwitserland | Super League | 1           | 0          |
| 2023/24 | Eintracht Frankfurt | Duitsland   | Bundesliga   | 10          | 0          |
| 2024/25 | Eintracht Frankfurt | Duitsland   | Bundesliga   | 11          | 0          |
| Totaal  | Totaal              | Totaal      | Totaal       | 45          | 5          |

Laatste update: 5 maart 2025

## Interlandcarrière
Riesen doorliep alle Zwitserse jeugdselecties alvorens ze haar debuut maakte in het Zwitserse nationale team. Als onderdeel van Zwitserland -19 kwam ze uit op het EK 2018. Ze kwam in alle wedstrijden in actie en werd met haar land uitgeschakeld in de groepsfase. Op 14 juni 2019 maakte Riesen op negentienjarige leeftijd haar debuut voor het Zwitserse seniorenteam in een wedstrijd tegen Servië. Door een blessure bij landgenote Ella Touon, werd Riesen opgenomen in de Zwitserse selectie voor het EK 2022 in Engeland. Riesen maakte haar opwachting op het eindtoernooi in de tweede groepswedstrijd tegen Zweden. In de laatste groepswedstrijd werd Riesen met haar land uitgeschakeld na een 1-4 nederlaag tegen Nederland. Op 9 april 2024 maakte ze in een wedstrijd tegen Azerbeidzjan haar eerste interlanddoelpunt.